# لينيا روفالكابا
لينيا فابيولا روفالكابا ألفاريز (مواليد 23 نيسان 1986) في غوادالاخارا في المكسيك هي لاعبة مكسيكية مختصة بالجودو. حازت على ميدالية في دورة الألعاب البارالمبية الصيفية 2008 وفي أولمبياد المعاقين في دورة الألعاب الأمريكية 2011 وفي دورة الألعاب البارالمبية الأمريكية 2011.
كما فازت بميدالية ذهبية في دورة ألعاب عموم أمريكا 2015
كما تشارك ضمن فريق المكسيك في الألعاب الأولمبية الصيفية 2016 في الألعاب البارالمبية.
تعاني لينيا من ضعف بصري، وعلى الرغم من ذلك فهي تتدرس على الجودو وتمارسه بالطريقة التقليدية. حازت على العديد من البطولات لكنها لم تحصل على الدعم الكافي من الهيئات الرياضية في المكسيك. منذ بدأت التدريب عام 2004، تم اقناعها بأن وضعها الصحي يناسب المنافسات البارالمبية. تدرس لينيا في جامعة غوادالاخارا للحصول على شهادة البكالوريوس في الرياضة والتربية البدنية.
حققت لينيا الميدالية الذهبية في دورة الألعاب الأمريكية 2007، ثم نافست فيالألعاب البارالمبية الصيفية 2008 وحصلت على الميدالية الفضية. في أولمبياد لندن 2012، حصلت على المركز الرابع بعد أن خسرت من قبل نيكوليت زابو.

## جوائز وتكريمات
2008 - جائزة الدولة للرياضة في ولاية خاليسكو

## روابط خارجية
- لينيا روفالكابا على موقع JudoInside.com (الإنجليزية)